# لانگه‌دیکه
لانگدیکه (به هلندی: Langedijke) یک منطقهٔ مسکونی در هلند است که در اوست‌استلینگ‌ورف واقع شده‌است. لانگدیکه ۲۹۳ نفر جمعیت دارد.